# Козак Стефан Петрович
Стефан Петрович Козак (пол. Kozak Stefan; нар. 11 серпня 1937, Вербиця, Польща) — український і польський вчений-українознавець і літературний критик.
Довголітній завідувач кафедри україністики Варшавського університету, президент Наукового товариства ім. Шевченка в Польщі, голова Асоціації україністів у Польщі, один з організаторів Міжнародної асоціації україністів, іноземний член Національної академії наук України (2000), дійсний член Української Вільної Академії Наук (Нью-Йорк).
Псевдоніми — Степан Вербицький, С. Соловій. Пише польською та українською мовами.

## Життєпис
Народився 11 серпня 1937 року в селі Вербиця Томашівського повіту (Польща).
Навчався (1957—1962) і закінчив аспірантуру в Київському університеті, там же захистив кандидатську дисертацію (1967).
Повернувшись до Варшави, працював у Інституті слов'янознавства Польської академії наук (1968—1981), у 1968 р. здобув ступінь доктора філологічних наук. У 1970—1975 рр. працював ученим секретарем журналу «Slavia Orientalis».
З 1981 р. розпочав роботу у Варшавському університеті, завідував кафедрою польсько-східнослов'янської компаративістики (1981—1989), з 1990 р. — кафедрою української філології, перейменованої у 2005 р. на кафедру україністики.
У 1989 р. за книжку про Кирило-Мефодіївське братство отримав титул надзвичайного професора.
У 1993 р. отримав найвищий у Польщі науковий титул — звичайного професора.

## Творчість
Автор праць «Біля джерел романтизму та новітньої суспільної думки на Україні» (польською, 1978), Українські змовники і месіяністи. Кирило-Мефодіївське братство" (Варшава, 1990; Івано-Франківськ, 2004), «Поляки і українці: В колі думки й культури прикордоння: епоха романтизму» (Варшава, 2005), «З історії України: релігія, культура, суспільна думка» (Варшава, 2006), багатьох статей.
Окремі публікації:
- Kozak S. Ukrainscy spiskowcy i mesjanisci. Bractwo Cyryla i Metodego. — Warszawa, 1990. — 284 s.
- Козак С. Героїчний епос і питання самосвідомості народу // Варшавські українознавчі зошити. 4-5: Польсько-українські зустрічі / За ред. С.Козака. Варшава, 1997.- С. 505—514.
- Козак С. Михайло Максимович — основоположник романтизму в Україні // Слово і час. — 2004. -№ 9. — С. 3-9.
- Козак С. Українська поезія революційного відродження // Поезія-90. — К.: Радянський письменник, 1990. — Вип. 2. — С. 205—214.
- Козак С. Українська романтична історіософія з погляду Дм. Чижевського // Філософська і соціологічна думка. — 1994. — № 5-6. -С. 29-36.